# Zagreb Indoors 2014
Lo Zagreb Indoors 2014, noto anche come PBZ Zagreb Indoors, è stato un torneo di tennis che si è giocato sul cemento indoor nella categoria ATP World Tour 250 series nell'ambito dell'ATP World Tour 2014. È stata la 9ª edizione del Zagreb Indoors. Si è giocato a Zagabria in Croazia dal 3 al 9 febbraio 2014.

## Partecipanti

### Teste di serie
| Nazionalità | Atleta                | Ranking* | Testa di serie |
| ----------- | --------------------- | -------- | -------------- |
| Germania    | Tommy Haas            | 12       | 1              |
| Russia      | Michail Južnyj        | 14       | 2              |
| Germania    | Philipp Kohlschreiber | 27       | 3              |
| Croazia     | Ivan Dodig            | 34       | 4              |
| Croazia     | Marin Čilić           | 37       | 5              |
| Rep. Ceca   | Lukáš Rosol           | 48       | 6              |
| Rep. Ceca   | Radek Štěpánek        | 50       | 7              |
| Paesi Bassi | Igor Sijsling         | 62       | 8              |

* Ranking al 27 gennaio 2014.

### Altri partecipanti
I seguenti giocatori hanno ricevuto una wildcard per il tabellone principale:
- Borna Ćorić
- Mate Delić
- Ante Pavić

I seguenti giocatori sono passati dalle qualificazioni:

- Michael Berrer
- Peđa Krstin
- Andrej Kuznecov
- Björn Phau

Lucky Loser:
- Daniel Evans

## Campioni

### Singolare
Marin Čilić ha sconfitto in finale  Tommy Haas per 6-3, 6-4.
- È il decimo titolo in carriera per Cilic, il primo del 2014.

### Doppio
Jean-Julien Rojer /  Horia Tecău hanno battuto in finale  Philipp Marx /  Michal Mertiňák per 3-6, 6-4, [10-2].